# Otto de Vermandois
Otto de Vermandois (sau Odo, Eudes) (n. 29 august 979 – d. 25 mai 1045) a fost conte de Vermandois din anul 1021.
Otto era fiul contelui Herbert al III-lea de Vermandois cu Ermengarda de Bar. Otto a donat unele proprietăți către Notre-Dame de Homblières.

## Familie și copii
Soția sa a purtat numel de Pavia (sau Patia) (n. 990), cu care a avut următorii copii:
1. Odo I de Furneaux (n. 1040 – d. 1086)
2. Herbert, succesor în comitatul de Vermandois.
3. Simon (d. după 1076), senior de Ham.
4. Petru de Vermandois.